# ヨーコトリヤベ
ヨーコトリヤベは、青森県弘前市出身の女性シンガーソングライター。

## 来歴・人物
一人での打ち込みスタイル、ホッピー神山やWhachoらとのアコースティック編成のライブ、DJらとのミニマル・テクノ・ミュージックなイベントなど、その他数多くのCMソングなどを手がけ幅広い創作活動を展開している。
楽曲の全ては彼女自らの製作で、ミックスやレコーディングなども含め、全てを手掛ける。初のリリースとなるシングルＣＤ『あいのうた』発表当初から“テクノゴスペル”を標榜し、ソウルフルな歌声とゴスペル的な強いパッションをエレクトロニカ色の濃い楽曲に融合させる独自の作風を築いている。
また多数のCM音楽などを手掛ける音楽家TSANの楽曲に、ボーカルとして参加している。

## ディスコグラフィー

### CDシングル
1. あいのうた -song of love-　2003
  1. あいのうた
  2. 悪と戦え
  3. あいのうた(Hallelujah MIX)
2. ○と×　2007
  1. ○(sound by RUBYORLA)
  2. ×(sound by RUBYORLA)
  3. ○(sound by Tomzuin h）
  4. ×(sound by sink)
  5. ○(original Ver.)
  6. ×(original Ver.)

### CDアルバム
1. FIVE STAR　2005
  1. Faith
  2. ひと粒。
  3. マーブル
  4. 電波シンドローム
  5. こわれた夢と刺さった棘を私と一緒に抱きしめて